# Чандрасекара Венката Раман
Сер Чандрасекара Венката Раман (там. சந்திரசேகர வெங்கடராமன; Тиручирапали, 7. новембар 1888 — Бангалор, 21. новембар 1970) био је индијски научник и физичар.
Бавио се изучавањима звука и дифракције светлости, са веома скромним средствима на универзитету у Мадрасу. Од 1917. до 1933. био је професор на универзитету у Калкути. Раман је први потврдио да се светлост расејава на молекулима, мењајући фреквенцију, што је по њему названо Раманов ефекат. Ти налази, објашњени квантном теоријом, довели су до развоја нове методе за идентификацију облика молекула, што се по њему назива Раманова спектроскопија. Године 1930. постао је први Азијац коме је додељена Нобелова награда за физику.

## Биографија

### Младост
Раман је рођен у Тиручирапалију (Tiruchirapalli), у индијској држави Тамил Наду у породици тамилских брамина.

### Средње године
Дипломирао је физику 1904. и 1907. магистрирао на Президенси колеџу у Мадрасу као најбољи студент. Док је био у државној служби радио је експерименте у Индијском удружењу за неговање науке (енгл. Indian Association for the Cultivation of Science (IACS)).
Године 1917. Раман напушта државну службу и постаје професор физике на Универзитету Калкуте. У исто време наставља рад у ИАЦС-у. За рад на расејању светлости и за откриће Рамановог ефекта 1930. године добија Нобелову награду за физику. Поред расејања светлости бавио се и акустиком нарочито теоријом трансверзалних осцилација жице на гудачким инструментима.
Године 1934. постаје директор Индијског научног института (Indian Institute of Science) у Бангалору. 
Раман је ујак Субраманијана Чандрашекара такође добитника Нобелове награде за физику.
Индија слави Национални дан науке 28. фебруара у знак сећања на Раманово откриће из 1928. године.

### Позније године
У Индијском институту се пензионисао 1948. године и годину дана касније основао Раманов Истраживачки институт у Бангалору где је био доживотни директор до 1970.

## Радови

### Цитати
Када је у оквиру прославе приликом доделе Нобелове награде био позван да наздрави, као стриктни апстинент Раман је одговорио,
Господине, видели сте Раманов ефекат на алкохол; молим вас да не покушавате да видите какав ефекат алкохол има на Рамана. 

### Књиге
For compact work, see: Scientific Papers of CV Raman, Ed. S Ramaseshan, Indian Academy of Sciences, Bangalore 1988.
- Vol. 1 - Scattering of Light (Ed. S Ramaseshan)
- Vol. 2 - Acoustic
- Vol. 3 - Optica
- Vol. 4 - Optics of Minerals and Diamond
- Vol. 5 - Physics of Crystals
- Vol. 6 - Floral Colours and Visual Perception